# Звёзды Эгера (фильм)
«Звёзды Эгера»  (венг. Egri csillagok) — венгерский исторический художественный фильм 1968 года режиссёра Зольтана Варконьи, снятый по одноимённому роману Гезы Гардоньи.
Считается культовым венгерским фильмом.

## Сюжет
1552 год. Венгерская крепость Эгер под командованием Иштвана Добо — единственная преграда турецкому вторжению.

## В ролях
- Имре Шинкович — Иштван Добо
- Иштван Ковач — Гергели Борнемисса
- Вера Венцель
- Ференц Бешшеньи
- Петер Бенке
- Ева Рутткаи — королева Изабелла
- Золтан Латинович — Имре Варшани
- Зольтан Варконьи — император Фердинанд I (нет в титрах)
- Тамаш Майор — султан Сулейман I
- Габор Конц — Янош
- Ласло Тахи Тот –Адам

## Съёмочная группа
- Режиссёр: Зольтан Варконьи
- Сценарий: Иштван Немешкюрти
- Оператор: Ференц Сеченьи
- Художник: Эндре Сас, Тамаш Вайер
- Композитор: Ференц Фаркаш